# Amparito
Amparito es uno de varios sectores que conforman el municipio Cabimas en el estado Zulia. Pertenece a la parroquia Ambrosio. 

## Ubicación
Se encuentra ubicado entre los sectores de Sara Reyes al norte (calle Padre Olivares), Amparo al sur (calle la Estrella), Francisco de Miranda al este (Avenida Intercomunal), y Miramar al oeste (av Andrés Bello).

## Historia
Amparito fue fundado como campo petrolero residencial para los empleados de la Lago Petroleum Corporation.

## Zona Residencial
En este sector se encuentran numerosas casas residenciales, donde se hospedan gran cantidad de estudiantes foráneos, quiénes estudian en el Instituto Universitario Tecnológico de Cabimas (I.U.T.C.).

## Vialidad y Transporte
Entre sus calles se encuentran:
- Padre Olivares
- San Benito
- El Carmen
- San Martin
- Unión
- Margarita
- José Gregorio Hernández
- Av Intercomunal
- Av Andrés Bello
- Calle La Estrella

Por el sector transitan carros particulares y carros por puestos.

## Sitios de referencia
- Clínica Bello Monte (Av. Intercomunal)
- Clínica Anagerly (Calle La Estrella)
- Universidad Politécnica Territorial Del zulia (UPTZ) Antiguo Iutc (Calle La Estrella)